# Ivo Pevalek
Ivo Pevalek (Kamarcsa, 1893. május 8. – Zágráb, 1967. január 9. ) horvát botanikus, növényrendszertani szakértő, akadémikus, egyetemi tanár. Nevéhez fűződik a Plitvicei-tavak kutatása és védelem alá helyezése, a horvát természetvédelem előmozdítása.

## Élete
1893. május 8-án született a Bilo-hegység lejtőin fekvő Kamarcsán. Gyermekkorának nagy részét már Zágrábban töltötte, itt járt elemi iskolába és gimnáziumba. 1916-ban szerzett diplomát a Zágrábi Egyetem Bölcsészettudományi Karának Botanikai és Élettani Intézetében, ahol 1917-ben doktorált „Prilog poznavanju algi Hrvatske i Slavonije” (Hozzájárulás a horvátországi és szlavóniai algaismerethez) című disszertációjával. 1918-tól az egyetem bölcsészkarának helyettesítő tanára volt, ahol a herbáriumi gyűjteményt kezelte. 1919-től az újonnan alakult Közgazdaság- és Erdőtudományi Karon oktatott.
A Zágrábi Egyetem Filozófiai Karán habilitált 1923-ban szisztematika és geobotanika tárgyakból. 1914-ben az ausztriai Lunz am See-ben található Hidrobiológiai Állomáson, 1921-ben és 1922-ben a berlini Botanikai Múzeumban dolgozott. A kiváló svájci botanikusnál, Josias Braun-Blanquetnél tanult, és 1928-ban részt vett afrikai kutatásaiban (Marokkó, Tunézia, Algéria). Nemzetközi botanikai kutatásokban is részt vett Csehszlovákiában, Lengyelországban (Magas-Tátra) és Romániában (Duna-delta).
Zágrábi Egyetem Közgazdasági és Erdőtudományi Karának rendes tanára és négy cikluson át dékánja volt, de tanított az egyetem állatorvosi karán is. A karon a növényrendszertan, rendszertan, neobotanika és növénytan szakokat tanította. Megalapította a Növénytani Tanszéket (melynek 1922 és 1963 között vezetője volt) és a Botanikus Kertet, valamint trópusi és szubtrópusi növények tudományos gyűjteményeit. A Mezőgazdasági és Erdészeti Kar 1959-es szétválása után Pevalek 1963-as nyugdíjazásáig mindkettőn tanított.
1929-től a Jugoszláv Tudományos és Művészeti Akadémia levelező, 1960-tól rendes tagja volt. Az 1960-as években a Munka Érdemrend II. fokozata kitüntetésben részesült. Hosszú betegség után 1967. január 9-én hunyt el Zágrábban.

## Munkássága
Kutatta a növényvilágot, különösen az algákat, gombákat, lápokat és tufanövényeket. Különös figyelmet fordított a Conjugatae csoport egysejtű zöld algáira, elsősorban a Desmidiaceae család tagjaira. Ezeknek a szisztematikus kutatásoknak az eredményeként felfedezte a régióban endemikus Desmidiacea néhány új faját és több új nemzetségét. Algológiai-florisztikai kutatásai alapján számos florogenetikai feltevést támasztott alá.

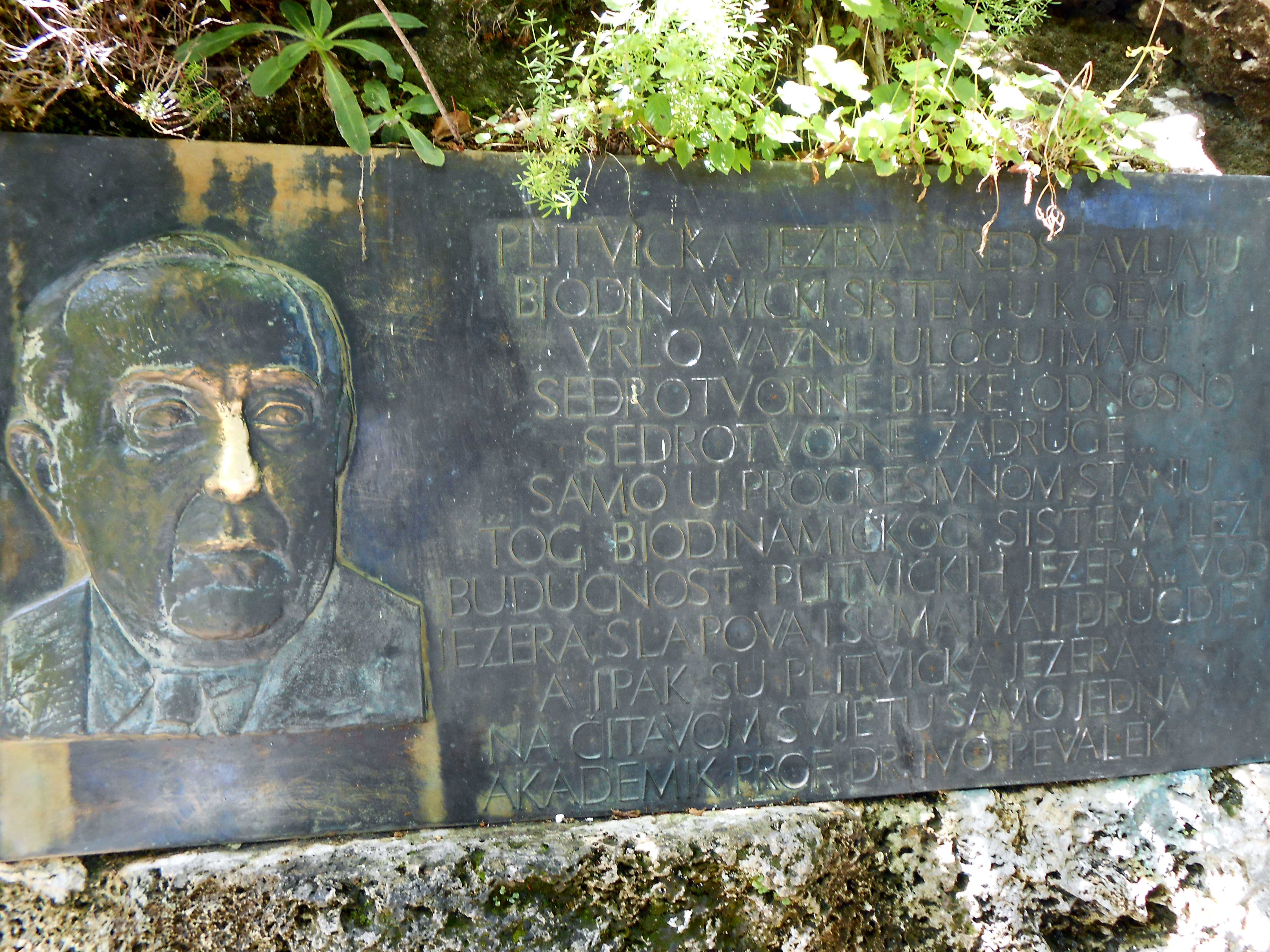
Emléktáblája a Plitvicei-tavaknál

Ezzel párhuzamosan kutatta a tőzeglápokat, mely kutatást aligha lehet elkülöníteni az algológiai kutatásoktól, mert kölcsönhatásban állnak. A tőzeglápok már a fiatal Pevalekben is felkeltették az érdeklődést, amint azt egyik korábbi feljegyzése is bizonyítja: „Tartózkodásom alatt (1914) a Lunzi Hidrobiológiai Állomáson (Ausztria) volt lehetőségem először látni a kréta korszakot és megismerkedni flórájával és vegetációjával. Már akkor megszületett bennem az élő vágy, hogy felfedezzem horvátországi képviselőit."
Ahogy az algák kutatása során megismerte a lápokat, mindez felkeltette érdeklődését és a tufa fitogén képződésének problémája iránt. Ezen szintén sok éven át dolgozott. 1924-1935 között jutott el tudományos munkásságának harmadik, nagyon fontos, problémákkal teli szakaszához
a travertin növények fejlődésével és életével, valamint a travertin keletkezésével kapcsolatos kutatási munkákhoz, tanulmányozta a tufa keletkezését, fejlődését, dinamikáját és morfológiáját, valamint a növények jelentőségét.
Tanulmányozta hazájában (Krka, Plitvicei-tavak) a fitogén eredetű travertin gátak keletkezését és fejlődését. A Plitvicei-tavak megőrzésén dolgozott, és neki köszönhetően nyilvánították a tavak környékét nemzeti parkká. Neki és kutatásainak köszönhetően a Plitvicei-tavak országos és világszintű védelmet kapott. 
Hosszú időn keresztül, szisztematikus florisztikai kutatások végzésével Horvátország minden szegletét végigjárta és megismerte, így felismerve a sok ritka és a tudomány számára fontos növényt és a növényeket fenyegető veszélyeket. Különféle intézkedéseket hozott azok védelmére. Ebből a célból írt népszerű cikkeket és szakértői viták sorozatát különböző folyóiratokban, és figyelmeztetett minden ritka és veszélyeztetett növényre. Neki köszönhető a horvátországi természetvédelem előmozdítása. Számos hazai és nemzetközi kongresszuson vett részt, műveit botanikai folyóiratokban publikálta. Számos értékes tudományos közleményt írt. A Horvát Enciklopédia munkatársa volt.

## Fő művei
- O biologiji i geografskom rasprostranjenju alga u sjevernoj Hrvatskoj, 1916.
- Prilog poznavanju algi Hrvatske i Slavonije, 1919.
- Geobotanička i algološka istraživanja cretova u Hrvatskoj i Sloveniji, 1924.
- Fitogeni travertin Plitvičkih jezera, 1924.
- Prilog poznavanju alga Jezera i Poljane kod Dednog polja u Julijskim Alpama, 1925.
- Oblici fitogenih inkrustacija i sedre na Plitvičkim jezerima i njihovo geološko znamenovanje, 1925.
- Prilog poznavanju slatkovodnih alga otoka Krka, 1929.
- Vaskulama flora otoka Dugi i Kornati, 1930.
- Travertin i Plitvička jezera, 1935.
- Prilog poznavanju oblika Gentiana crispata, 1936.
- Biodinamika Plitvičkih jezera i njena zaštita, 1938.
- Dichrocephala sonchifolia nov pripadnik zagrebačke flore, 1947.
- Zaštita prirode s osobitim obzirom na Plitvička jezera i Krku, 1955.

## Emlékezete
- Pevalek professzor nagy tekintélyével nagyban hozzájárult a Plitvicei-tavak lehető legjobb állapotban való megőrzéséhez, és nemzeti parkká nyilvánításához. A hála és elismerés jeléül a csodálatos Galovački Buknál emléktáblát avattak emlékére és tiszteletére domborműves alakjával.[6]

- Emlékére nevezték el 1975-ben a Plitvicei-tavaknál az Ivo Pevalek Tudományos Állomást, 2003-ban pedig az Ivo Pevalek Tudományos és Szakértői Központot.